# Jacob de Meester
Jacob de Meester (Brugge ? - Alkmaar 1612) was een Nederlandse boekdrukker.

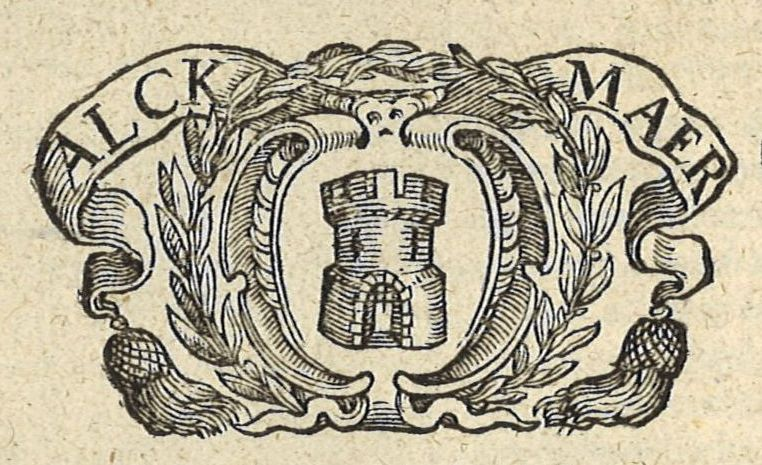
Drukkersmerk van Jacob de Meester, als stadsdrukker van Alkmaar, 1611

## Biografie
Jacob de Meester was afkomstig uit Brugge en vestigde zich in 1562 in Amsterdam. Enkele jaren later verhuisde hij naar Haarlem, waar hij in dienst trad van de uit Gent afkomstige boekdrukker/boekverkoper Gillis Rooman. Hij trouwde in 1592 met Lambertje Barents, afkomstig uit Zwolle.
In 1594 verhuisde hij naar Alkmaar, waar hij in de Langestraat zijn boekdrukkerij genaamd ‘De Druckerije’ begon. Hij werd met ingang van dat jaar door het Alkmaarse stadsbestuur aangesteld als stadsdrukker wat inhield dat hij behalve boeken ook overheidsdrukwerk verzorgde in opdracht van de stad. Hij gaf zelf boeken uit, maar drukte ook voor andere boekverkopers en uitgevers in Alkmaar, Amsterdam, Haarlem, en Hoorn, zoals Thomas Pietersz Baart, Willem Jansz Blaeu, Cornelis Claesz, Laurens Jacobsz en Passchier van Wesbusch. Zijn productie was zeer divers: naast eenvoudig drukwerk drukte hij uitgaven op het gebied van godsdienst, natuurkunde, kunst en literatuur. In de controverse tussen remonstranten en contraremonstranten koos hij de zijde van de remonstranten. Hij drukte onder andere enkele boeken van de remonstrantse predikant Adolphus Venator.

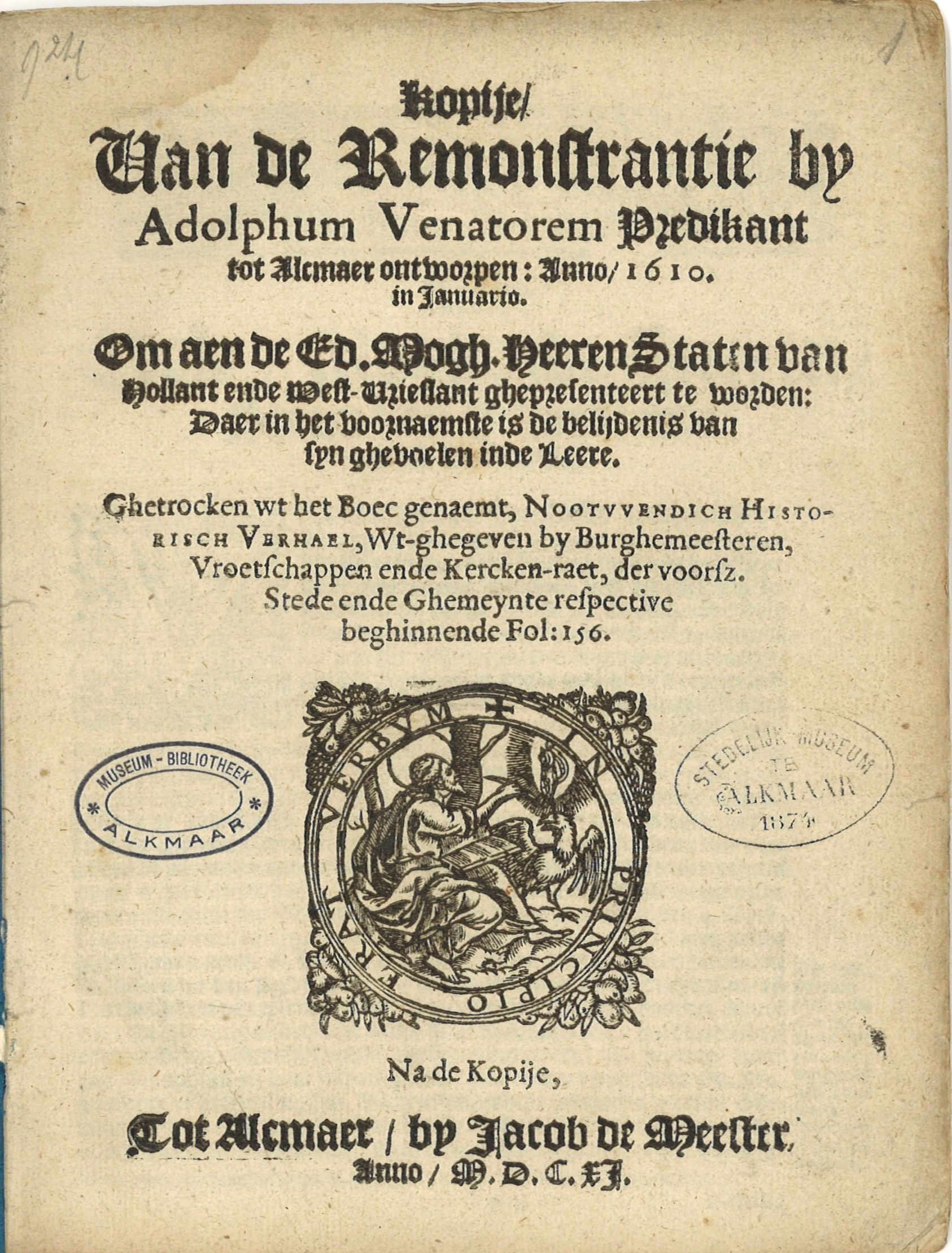
Kopije van de remonstrantie, door Adolphus Venator, 1611

Uit zijn Haarlemse periode is één titel bekend uit 1593, van zijn Alkmaarse productie in de jaren 1594-1613 zijn 50 werken bewaard gebleven.
Jacob de Meester overleed in november 1612, hij werd op 4 november 1612 begraven in de Grote of Sint-Laurenskerk te Alkmaar. In 1613, het jaar na zijn overlijden, verschenen er onder zijn naam nog twee edities van het Etymologicum Teutonicae linguae van Cornelis Kiliaan. De Meesters weduwe, Lambertje Barents, zette het bedrijf voort tot 1630. Ook hun zoon Pieter de Meester was enkele jaren boekdrukker in Alkmaar.

## Select overzicht van boeken gedrukt door Jacob de Meester
- Jan Gonzales van Mendoza: D’historie ofte beschrijvinghe van het groote rijck van China (1595)[dode link]
- Lutherse Biestkensbijbel (1598)[dode link]
- Karel van Mander: Schilder-boeck (1604)[dode link]
- Ovidius: Wttlegghinghe op den Metamorphosis Pub. Oudij Nasonis (1604)[dode link]
- De gulden harpe (1605)[dode link]
- Den Nederduytschen Helicon (1610)[dode link]
- Adolphus Venator: Kopije, van de remonstrantie (1611)[dode link]
- Adolphus Venator: Nootwendigh historisch verhael (1611)[dode link]